# مملكة كوتيا
مملكة كوتيا (1187–1673) (المعروفة أيضًا باسم مملكة تشوتام أو شوديا أو تيورا) هي دولة وجدت في أوائل العصور الوسطى في شرق آسام وأروناجل برديش الحالية. امتدت إلى المناطق الحالية في اكيمبور وديماجي وتينوسكيا وديبروغار وأجزاء من جورهات وسيبسجار وسوني تبور في آسام؛ وشرق سيانغ وسبانسيري المنخفضة وديبانسيري وألوهيت في أروناجل برديش، وسيطرت على التجارة الشرقية والهجرة إلى التبت وجنوب الصين وآسام.
من بين ملوك كوتيا كان الملك جورنارايان (راتناداجال)، ابن بيربال مؤسس المملكة الأسطوري الذي أحضر العديد من مجموعات كوتيا الأخرى إلى مملكته. في عام 1224، هزم الملك راتناداجال ملكًا آخر من كوتيا يُدعى باداراسينا، ملك سواتيغيري، واحتلَّ المنطقة بين نهري سوبنسي وسيسي، أي منطقة ديماجي الحالية. في عام 1228، نظَّم حملة أخرى بهدف توسيع مملكته وإخضاع ملك كوتيا، الذي يُدعى نيايابال (الذي حكم المناطق بين بيسواناث وسبانسيري، أي في الوقت الحاضر بيسواناث واكميبور) ثم توجَّه نحو كاماتابور حيث شكَّل تحالفًا مع حاكم مملكة كاماتا بالزواج من الأميرة. ثم توجَّه إلى دكا، وأقام صداقات مع حاكم غودا.
بدأ القتال ضد مملكة أهوم عندما توسعت مملكة كوتيا إلى الجنوب حيث قُتل ملك أهوم وهو يُدعى سوتوها على يد ملك كوتيا أثناء مفاوضات ودية. وقد أثار هذا الصراع نشوب عدة معارك بين الطرفين والتي شهدت خسارة كبيرة في الرجال والأموال. استمر النزاع قائمًا حتى عام 1524 عندما شنَّ شعب أهوم غارة على مملكة كوتيا وهي في أضعف حالاتها، واستولوا على منطقة ساديا وقتلوا الملك نيتابال. أنشأ شعب أهوم حكمهم من خلال إنشاء منصب ياكوا غهاين، وهو منصب شُكِّل حديثًا من قِبَل حاكم حدود منطقة ساديا. وقد مملكة كوتيا قد تفرقت إلى مجموعة من المناطق الحدودية لكنها استمرت في شن غاراتها ضد الأهوم حتى انتهى الأمر عام 1673 عندما سقطت تحت سيطرة الأهوم بشكل كامل.

## الأصل
ينتمي شعب كوتيا إلى مجموعة بورو-غارو اللغوية، وهي إحدى مجموعات شعوب بودو-كاتشاري. وهم من سكان آسام العليا الذين أسَّسوا سلطة سياسية في ساديا والمناطق المجاورة التي تقع داخل أروناجل برديش الحالية. وكان بيربال أحد حُكام كوتيا العِدَّة الذين حكموا آسام العليا وأروناجل برديش. وعلى مر السنين، وحَّد الملك هو وخلفاؤه بين جميع ملوك كوتيا في ولاية آسام وأروناجل برديش في التلال والسهول لتشكيل مملكة كوتيا الكبرى بعد سقوط سلالة بالا الحاكمة التي عُدَّت أكبر مملكة في آسام بعد سقوط كاماروبا وقبل صعود مملكة أهوم. ثم وصلت المملكة بعد سقوط سلالة بالا القديمة إلى كاماروبا وحكمت لأكثر من 400 عام في شرق آسام وولاية أروناجل برديش وعاصمتها ساديا وراتنابور. يُطلق اسم سواديهيباتي/ساديابورزوار على ملك كوتيا. يُعدّ اسم ساديابوري (أو سفاديابوري) أو ساديا اسم المملكة والعاصمة بنفس الوقت. وقد أصبحت القوة المهيمنة في شرق آسام في القرن الثاني عشر وظلت كذلك حتى القرن السادس عشر مع امتدادها الواسع من بارشورام كونت في الشرق إلى بيسواناث كاريالي في الغرب.